# 푸티지

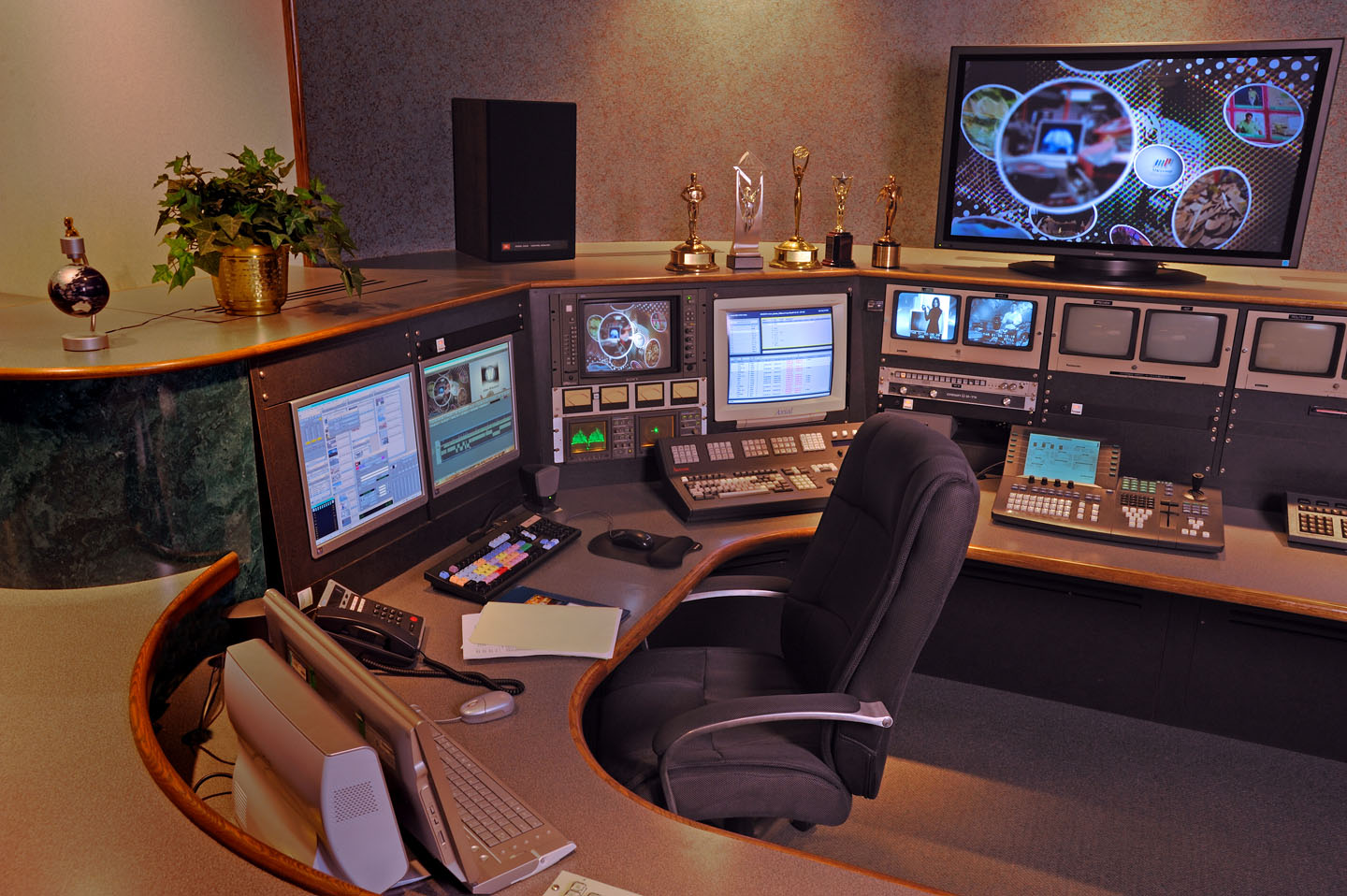
푸티지는 영상 편집실에서 처리가 가능하다.

푸티지(footage)는 영화나 영상 제작시 미편집한 원본을 말한다.
영화 제작 및 비디오 제작에서 푸티지는 원래 무비 카메라로 촬영했거나 (종종 특수한) 비디오 카메라로 녹화한 그대로의 편집되지 않은 원본 자료로, 일반적으로 영화, 비디오 클립, TV 쇼 또는 유사하게 완성된 작품을 만들기 위해 편집해야 한다.
푸티지는 또한 특수 효과 및 아카이브 자료와 같은 영화 및 비디오 편집에 사용되는 시퀀스를 참조할 수 있다.
이 용어는 필름에서 유래했기 때문에 푸티지는 필름 스톡, 비디오 테이프 또는 디지털화된 클립과 같은 녹화된 이미지에만 사용된다. 생방송 TV에서는 대신 비디오 카메라의 신호는 소스(source)라고 한다.

## 같이 보기
- 필름 게이지